# استرود، گلاسترشر
latitudeاسترود، گلاسترشرlongitudeاسترود، گلاسترشر
استرود، گلاسترشر (به انگلیسی: Stroud) یک شهر بازاری، قصبه و شهرک در بریتانیا است که در گلاسترشر واقع شده‌است.

## خصوصیات
استرود ۱۲٬۶۹۰ نفر جمعیت دارد.